# Rougsø Herred
Rougsø Herred var et herred i det tidligere Århus Amt, nu Region Midtjylland, men indtil 1970 hørte det under Randers Amt. Efter kommunalreformen 2007 ligger hele herredet i Norddjurs Kommune.
Rougsø Herred er det mindste i amtet, og danner en landtunge, der skyder
mod nord ud mellem Randers Fjord og Kattegat, og begrænses i øvrigt mod syd af den fra Randers Fjord indtrængende Grund Fjord og Sønderhald Herred, fra hvilket det for en del skilles ved Hejbæk og Hevring Å.
I Kong Valdemars Jordebogs tid eksisterede herredet ikke, men var en del af Sønderhald Herred og hørte til Aabosyssel. Senere hørte det til Dronningborg Len og fra 1660 til Dronningborg Amt; Det har i ældre tid været en ø, idet den kærstrækning mellem Grund Fjord og Kattegat på sydgrænsen, hvori nu Hejbæk og noget af Hevring Å løber,
oprindelig har været et sund; 1203 nævnes Utby in Roxø og 1282 Vilgrip Provst i Roxho. Kærdannelsen hviler på hvidt strandsand med rester af østers- og muslingeskaller.

## Sogne i Rougsø Herred
- Udby Sogn
- Holbæk Sogn
- Voer Sogn
- Estruplund Sogn
- Ørsted Sogn

## Eksterne kilder og henvisninger
- Rougsø Herred i J.P. Trap: Kongeriget Danmark, udarbejdet af H. Weitemeyer (3. udgave, 4. bind 1901)

56°32′4.2″N 10°17′19.3″Ø / 56.534500°N 10.288694°Ø